# 10th Anniversary Show
O 10th Anniversary Show foi a décima edição do evento Anniversary Show promovido pela Ring of Honor (ROH), para comemorar seu aniversário, realizado em 4 de março de 2012 em Nova Iorque. No evento principal, tivemos Davey Richards e Kyle O'Reilly enfrentando Adam Cole e Eddie Edwards.

## Resultados
| No. | Lutas | Estipulação                                         | Tempo |
| --- | --- | --------------------------------------------------- | ----- |
| 1   | The All-Night Express (Kenny King e Rhett Titus) derrotaram Wrestling's Greatest Tag Team (Shelton Benjamin e Charlie Haas) | Luta de duplas                                      | 13:34 |
| 2   | Mike Bennett (c/ Bob Evans e Maria Kanellis) derrotou Homicide                                                              | Luta simples                                        | 10:47 |
| 3   | The House of Truth (Michael Elgin e Roderick Strong) (c/ Truth Martini) derrotaram Amazing Red e T.J. Perkins               | Luta de duplas                                      | 11:10 |
| 4   | Jay Lethal (c) e Tommaso Ciampa (c/ Prince Nana, Ernesto Osiris, Princess Mia e R.D. Evans) acabou em tempo limite          | Luta simples pelo ROH World Television Championship | 15:00 |
| 5   | The Briscoe Brothers (Jay e Mark Briscoe) (c) derrotaram The Young Bucks (Matt e Nick Jackson)                              | Luta de duplas pelo ROH World Tag Team Championship | 13:12 |
| 6   | Kevin Steen derrotou Jimmy Jacobs                                                                                           | Luta Sem Desqualificações                           | 14:56 |
| 7   | Adam Cole e Eddie Edwards derrotaram Team Ambition (Davey Richards e Kyle O'Reilly)                                         | Luta de duplas                                      | 39:35 |